# Строй (одежда)

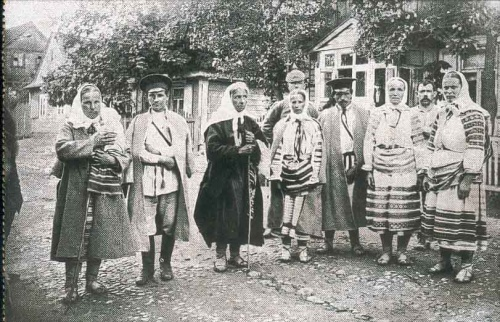
Жители города Кобрина, около 1916

Строй (бел. Строй) — название традиционного комплекса белорусской народной одежды на территории Белоруссии и прилегающих государств: Польши, Украины и России. Строи сформировались и бытовали в конце XIX — середине XX века.
Белорусский национальный костюм начал своё формирование во времена Средневековья, к XIV-XVI обрёл свои специфические черты, а к XIX веку он полностью сформировался.
На территории Белоруссии выделяют зоны локальных особенностей традиционного костюма в технике исполнения, в способе ношения деталей одежды, в характере орнамента и т. д. Такие локальные разновидности костюма и определяются термином строй. При выделении отдельного строя учитывают общность повседневной и праздничной одежды, верхней одежды, обуви, головных уборов и украшений. Внутри строя различают мужской и женский костюм.
Исследователи выделяют более 30 строев. Основные из них:
|  |  |  |  |  |  |  |  |

|  |  |  |  |  |

- Брагинский строй[6] — территория Восточного Полесья, преимущественно юго-восточные районы Гомельской области;
- Буда-Кошелёвский строй[7] — Поднепровье, преимущественно Буда-Кошелёвский, Гомельский, Речицкий районы
- Быховский строй[3]
- Верхнедвинский строй
- Волковысско-Каменецкий строй[8] — Понемонье: Волковысский, Пружанский и Каменецкий районы;
- Вилейский строй — Центральная Белоруссия: северо-запад Минской и северо-восток Гродненской областей;
- Давыд-Городоцко-Туровский строй — восток Западного Полесья: Туров, Давид-Городок и Столин;
- Дисенский строй — Подвинье: Поставский, Шарковщинский, Миорский, Глубокский районы Витебской области
- Домачевский строй[9] — Западное Полесье: пгт Домачево, юго-запад Брестского и Малоритского районов (вдоль реки Буг), на территории Польши (окрестности г. Влодава) и в юго-западных районах Волынской области;
- Дубровенский строй[10] — Поднепровье (юго-восток Витебской области, частично Смоленщина);
- Калинковичский строй[11] — Восточное Полесье: Калинковичский, Светлогорский, Жлобинский районы;
- Кобринский строй[12] — Жабинковский и Кобринский районы;
- Копыльско-Клецкий строй[13] — Центральная Белоруссия: Копыльский, Клецкий, Узденский, Несвижский;
- Краснопольский строй[14] — Поднепровье: Краснопольский, Костюковичский, Климовичский, Хотимский, Чечерский, Чериковский районы;
- Лепельский строй — Подвинье: Лепельский, Ушачский, Чашницкий районы;
- Лунинецкий строй[15][16]
- Ляховичский строй — Центральная Белоруссия: Ляховичский, Несвижский, Клецкий районы;
- Малоритский строй — Западное Полесье: Малоритский и юг Кобринского района;
- Могилёвский строй — Поднепровье: Могилёвский, Быховский, Шкловский, Славгородский, Рогачёвский районы;
- Мостовский строй — Понемонье: Мостовский, Щучинский, Зельвенский районы;
- Мотольский строй[17] — Западное Полесье: небольшая территория Ивановского района (д. Мотоль, д. Тишковичи д. Осовница);
- Мстиславско-Климовичский строй[3]
- Новогрудский строй — Понемонье: Новогрудский, Кареличский, Слонимский, Лидский районы;
- Неглюбский строй — Поднепровье: Ветковский, юг Красногорского и юго-запад Новозыбковского районов Брянской области России;
- Пинско-Ивацевичский строй[18] — Западное Полесье: Берёзовский, Ганцевичский, Дрогичинский, Ивацевичский и Пинский районы;
- Пуховичский строй — Центральная Белоруссия между Слуцком и Осиповичами по берегам реки Птичь;
- Россонский строй[3]
- Слуцкий строй — Центральная Белоруссия: г. Слуцк и окрестные деревни.
- Смоленский строй[3][19][20][21]
- Турово-Мозырский строй[3]